# Hadja Mémounatou Ibrahima
Hadja Mémounatou Ibrahima, aussi appelée Mémounatou Ibrahima, est une femme politique, ministre et parlementaire togolaise. Depuis le 23 mai 2024, elle est la première femme présidente du Parlement de la CEDEAO.

## Biographie
Lors de sa carrière en politique, Ibrahima gravit les échelons du parti Union pour la République, le parti au pouvoir au Togo, et en devient la vice-présidente. Elle occupe plusieurs fois des postes de ministre au sein du gouvernement togolais, à la fois sous Gnassingbé Eyadéma et Faure Gnassingbé, son fils et successeur. La femme politique est décrite comme étant un « lieutenant » de cette dynastie. Elle occupe ainsi le poste de ministre de l'Action sociale et de la Solidarité nationale dans le deuxième gouvernement de Gilbert Fossoun Houngbo.  
Elle est ensuite nommée vice-présidente de l'Assemblée nationale togolaise. En 2015, elle est élue pour représenter l'Assemblée nationale togolaise auprès du Conseil supérieur de la magistrature,. En 2022, elle dirige une délégation de l'Assemblée nationale auprès de l'Organisation des Etats d’Afrique, des Caraïbes et du Pacifique (OEACP) à Strasbourg, en France,.  
Ibrahima est ensuite élue à la tête du Parlement de la CEDEAO peu après sa réélection à l'Assemblée nationale togolaise, le 23 mai 2024,. Elle s'engage notamment dans la lutte contre l'émigration des jeunes depuis les pays membres de la CEDEAO mais aussi s'implique dans les efforts visant à restaurer la démocratie dans les pays de la région touchés par des coups d'état militaires. Avec l'aide de l'Organisation des Nations unies (ONU), elle s'engage aussi dans des initiatives visant à renforcer la place des femmes au sein des élites dirigeantes des pays de la CEDEAO. Elle alerte aussi sur le risque posé pour la région par le terrorisme et l'extrémisme.